# Zelandotipula strangalia
Zelandotipula strangalia är en tvåvingeart som först beskrevs av Alexander 1927.  Zelandotipula strangalia ingår i släktet Zelandotipula och familjen storharkrankar.
Artens utbredningsområde är Venezuela. Inga underarter finns listade i Catalogue of Life.